# ヨアン・ボウヘリヨン
ヨアン・ボウヘリヨン（Johannes Bouchelion）は、オランダ東インド会社の社員で、第24代、第26代、および第28代のオランダ商館長。

## 経歴
1641年にインドに向かう。1655年、出島のオランダ商館長に任じられた後、オランダ領台湾に異動する。1657年には2度目、1659年に三度目の出島商館長に就任する。1661年にオランダに戻った。

## 参考資料
Wijnaendts van Resandt (1944) De gezaghebbers der Oost-Indische Compagnie op hare buiten-comptoiren in Azië, p. 142-143.
| 先代 レオナルド・ウインニンクス | オランダ商館長（第24代） 1655年10月23日 - 1656年11月1日  | 次代 ツァハリアス・ヴァグナー     |
| 先代 ツァハリアス・ヴァグナー   | オランダ商館長（第26代） 1657年10月27日 - 1658年10月23日 | 次代 ツァハリアス・ヴァグナー     |
| 先代 ツァハリアス・ヴァグナー   | オランダ商館長（第28代） 1659年11月4日 - 1660年10月26日  | 次代 ヘンドリック・インディヤック |